# Alphonse Leweck
Alphonse Leweck (16 dicembre 1981) è un ex calciatore lussemburghese, di ruolo centrocampista.

## Carriera

### Club
Ha giocato nella massima serie lussemburghese.
Ha iniziato la sua carriera calcistica nelle giovanili del Young-Boys Diekirch, per poi passare nel 2001 all'Etzella Ettelbruck, con cui ha disputato 160 partite segnando 36 reti fino al 2010. Successivamente ha giocato per il Jeunesse Esch nella stagione 2010-2011, collezionando 10 presenze. È poi tornato all'Etzella Ettelbruck dal 2011 al 2014, con 33 presenze e 4 gol, e ha concluso la sua carriera al FC Erpeldange 72 dal 2014 al 2018, con 33 presenze e 5 reti .

### Nazionale
Tra il 2002 e il 2009 ha giocato 53 partite con la nazionale lussemburghese, realizzandovi anche 4 reti.
Tra le sue prestazioni più memorabili, si ricorda il gol decisivo al 94º minuto contro la Bielorussia il 13 ottobre 2007, che ha regalato al Lussemburgo la prima vittoria in una qualificazione agli Europei dal 1995 . Inoltre, ha segnato il gol della vittoria contro la Svizzera in una partita di qualificazione alla Coppa del Mondo 2010.